# Jesse Kerrison
Jesse Kerrison (n. 3 de abril de 1994) es un exciclista profesional australiano.

## Palmarés
2013
- 1 etapa del Tour del Lago Taihu

2014
- 1 etapa del Tour del Lago Taihu
- Tour de Yancheng

2016
- 1 etapa del Tour de Kumano